# پرده عنابی
پرده عنابی Le ridea cramoisi نام یک کتاب ادبی است که توسط ژول باربی دورو وه‌ای، نویسندهٔ اهل فرانسه نوشته شده‌است. این کتاب یکی از آثار مشهور ادبی جهان است.